# St.-Jacobi-Kirchhof I

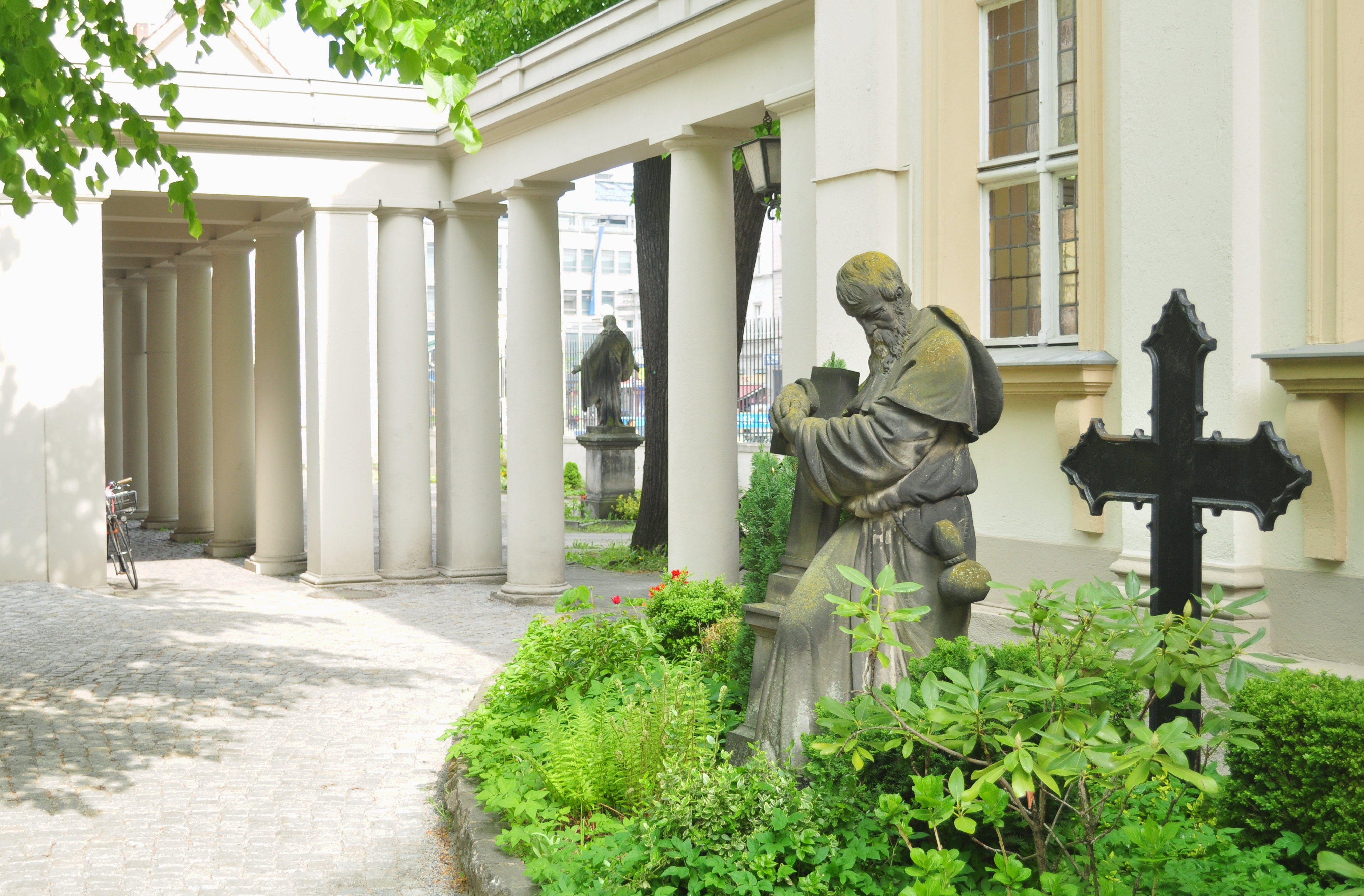
Alter St.-Jacobi-Kirchhof mit Grabzeichen Pilger / Heiliger St. Jakobus der Ältere

Der St.-Jacobi-Kirchhof I ist der Friedhof der evangelischen St.-Jacobi-Gemeinde in Berlin-Neukölln.

## Geschichte
Er wurde 1852 an der heutigen Karl-Marx-Straße angelegt. Das Grundstück war günstig zu erwerben, da es zum Hermannplatz abschüssig und der Boden sandig war. 1852 fand die erste Beisetzung statt. Das Totengräberhaus und die Leichenhalle wurden von 1865 bis 1866 gebaut. Zu Beginn des 20. Jahrhunderts wurde an der Karl-Marx-Straße ein breiter Streifen des Friedhofes wegen des U-Bahn-Baues abgetrennt. Dabei wurden sämtliche Gebäude abgerissen und viele Gräber verlegt. So schuf zwischen 1910 und 1913 Stadtbaurat Reinhold Kiehl die Friedhofskapelle und ein Verwaltungsgebäude neu. Vom Eingang Karl-Marx-Straße aus befindet sich rechts das Verwaltungsgebäude und links die Kapelle, beide im Stil eines antiken, römischen Tempels. Sie bilden einen kleinen Platz, der zum Friedhof hin durch einen Kolonnadengang abgeschlossen wird.
Die Friedhofsfläche ist schlicht gehalten, wobei die Wege gleichmäßig gestaltet sind. Bis auf ein Kreuz in einem westlichen Weg findet man keinen weiteren Schmuck von Wegen und Plätzen. An der Lindenallee im östlichen Teil des Friedhofes befinden sich einige Gittergrabstellen. Im östlichen Teil des Friedhofes wurde im Jahr 1925 in einer ehemaligen Kiesgrube ein Urnenhain angelegt. Der Urnenhain liegt etwa 4 Meter tiefer, zum Friedhof befinden sich Terrassen.
Als die Hermannstraße im Jahr 1956 verbreitert wurde, musste der Friedhof 14 Meter abgeben. Dabei wurden 50 Bäume gefällt und etwa 3000 Gräber umgebettet.
Der Friedhof steht als Gartendenkmal unter Denkmalschutz.

## Beigesetzte Persönlichkeiten
| Name                              | Geburtsjahr | Sterbejahr | Beruf/Wirken                                  | Ehrengrab | Grablage      | Bild des Grabes | Bemerkungen                                  |
| --------------------------------- | ----------- | ---------- | --------------------------------------------- | --------- | ------------- | --------------- | -------------------------------------------- |
| Ernst Articus                     | 1876        | 1947       | Präsident der Reichsschuldenverwaltung        |           |               |                 |                                              |
| Friedrich Christian Avé-Lallemant | 1809        | 1892       | Kriminalist und Schriftsteller                |           |               |                 | nicht mehr vorhanden                         |
| Bruno Bauer                       | 1809        | 1882       | Philosoph, Theologe und Historiker            |           |               |                 | umgebettet auf den Neuen St.-Jacobi-Friedhof |
| Wolfgang Bernhardi                | 1840        | 1896       | Schriftsteller                                |           |               |                 | nicht mehr vorhanden                         |
| Georg Friedrich Bolte             | 1814        | 1877       | Historienmaler                                |           | B2-323        |                 |                                              |
| Johannes Bolte                    | 1858        | 1937       | Germanist und Volkskundler                    | 1990–2014 | JBII-322      |                 |                                              |
| Rudolf Fuess                      | 1838        | 1917       | Feinmechaniker und Konstrukteur               | 1990–2015 | B II-317a–319 |                 |                                              |
| Otto Girndt                       | 1835        | 1911       | Schriftsteller                                |           | Abt. G        |                 | nicht mehr vorhanden                         |
| Max Hahn                          | 1899        | 1960       | Radrennfahrer und Fahrradkonstrukteur         |           |               |                 |                                              |
| Eduard Holbein                    | 1807        | 1875       | Maler und Illustrator                         |           |               |                 |                                              |
| Reinhold Kiehl                    | 1874        | 1913       | Architekt und Neuköllner Stadtbaurat          |           |               |                 |                                              |
| Heinrich Kiepert                  | 1818        | 1899       | Geograf und Kartograf                         | 1962–2014 | C-I-61/62     |                 |                                              |
| Hermann Kletke                    | 1813        | 1886       | Schriftsteller und Chefredakteur              |           |               |                 | nicht mehr vorhanden                         |
| Paul Otto                         | 1846        | 1893       | Bildhauer                                     |           | JEIII-590     |                 |                                              |
| Bernhard Koehler                  | 1849        | 1927       | Industrieller und Kunstmäzen                  |           |               |                 |                                              |
| Hermann Sander                    | 1845        | 1939       | Fabrikant und Kommunalpolitiker               |           |               |                 |                                              |
| Max Sielaff                       | 1860        | 1929       | Ingenieur und Unternehmer                     |           |               |                 |                                              |
| Franz Skarbina                    | 1849        | 1910       | Maler und Zeichner                            | seit 1990 | C 1-545       |                 |                                              |
| Friedrich Techow                  | 1807        | 1880       | Gymnasialdirektor und Mitglied des Reichstags |           |               |                 |                                              |
| Georg Vierling                    | 1820        | 1901       | Komponist, Organist und Dirigent              |           |               |                 | nicht mehr vorhanden                         |
| Albrecht Weber                    | 1825        | 1901       | Indologe und Historiker                       |           |               |                 |                                              |
| Hermann Wedding                   | 1834        | 1908       | Metallurg und Professor für Eisenhüttenkunde  |           |               |                 | nicht mehr vorhanden                         |
| Julius Zupitza                    | 1844        | 1895       | Germanist und Anglist                         |           |               |                 | nicht mehr vorhanden                         |